# Sega AM3

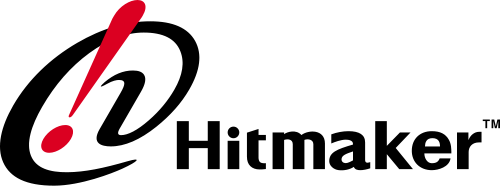
Este es la empresa que creó el Sega AM3. Tuvo que trabajar tan difícil para poder crear esta máquina de juegos.

Sega AM3 es un equipo de desarrollo interno de la compañía de videojuegos Sega Corporation. "Sega AM3"  ha producido algunos populares juegos arcade y videojuegos, incluyendo Virtual On, Crazy Taxi, Astro Boy: Omega Factor (junto con Treasure), y Virtua Tennis.

## Historia
En 2000, como parte de una reorganización de Sega, el equipo fue renombrado como a Hitmaker. Posteriormente, en 2004, se fusionaron con otros "equipos AM" en Sega para luego recuperar su antiguo nombre de Sega AM3.